# Motif de reconnaissance de l'ARN
Le motif de reconnaissance de l'ARN ou RRM (de RNA recognition motif en anglais ),, est un domaine protéique d'environ 90 acides aminés de long et qui est présent dans de nombreuses protéines eucaryotes connues pour fixer de l'ARN simple-brin,,. On le trouve en particulier dans plusieurs protéines participant aux petites ribonucléoprotéines nucléaires (snRNPp) du splicéosome et dans la Poly(A)-binding protein.
Ces domaines contiennent un motif conservé de huit acides aminés appelé séquence consensus RNP-1,.
Les domaines RRM typiques se composent de quatre feuillets bêta antiparallèles et de deux hélices alpha disposés dans un motif en β-α-β-β-α-β avec des chaînes latérales qui s'empilent sur les bases de l'ARN. Une troisième hélice se forme parfois lors de l'interaction avec l'ARN.